# Gabe York
Pour les articles homonymes, voir York (homonymie).
Gabe York, né le 2 août 1993 à West Covina en Californie, est un joueur américain de basket-ball évoluant aux postes de meneur et d'arrière.

## Biographie
Gabe York passe ses années universitaires à jouer pour les Wildcats de l'Arizona, où il est notamment remarqué pour son adresse aux 3 points, ce dernier détenant le record du plus de tirs à 3 points rentrés de l'histoire de l'université avec 9 tirs primés. 
Non sélectionné à la draft NBA de 2016, Gabe York participe, sans grands résultats, à la NBA Summer League d'Orlando sous le maillot des Hornets de Charlotte, puis signe au Guerino Vanoli Basket. Le 15 novembre 2016, York est coupé par le club italien après seulement 6 matchs joués.
Le 21 novembre 2016, soit 6 jours après son départ de Crémone, York signe avec les BayHawks d'Érié, une équipe de G-League. En 44 rencontres sous le maillot des BayHawks, il accumule une moyenne de 15,8 points, 4,2 rebonds et 3,7 passes décisives par matchs.
Lors de l'été 2017, York participe de nouveau à la NBA Summer League d'Orlando sous le maillot des Hornets, et est également invité à participer à la NBA Summer League de Las Vegas par les Lakers de Los Angeles. Aucun des deux camps ne conduisant York à un contrat NBA, il signe dans le club allemand du Medi Bayreuth.
Après une saison à 14,2 points, 3 rebonds et 2,5 passes décisives de moyenne au Medi Bayreuth, York signe un contrat « exhibit 10 » au Magic d'Orlando le 5 septembre 2018,. Cependant, il est coupé par Orlando le 27 septembre 2018, mais passe toutefois l'entièreté de la saison 2018-2019 au sein du Magic de Lakeland, une équipe de G-League affiliée au Magic d'Orlando. 

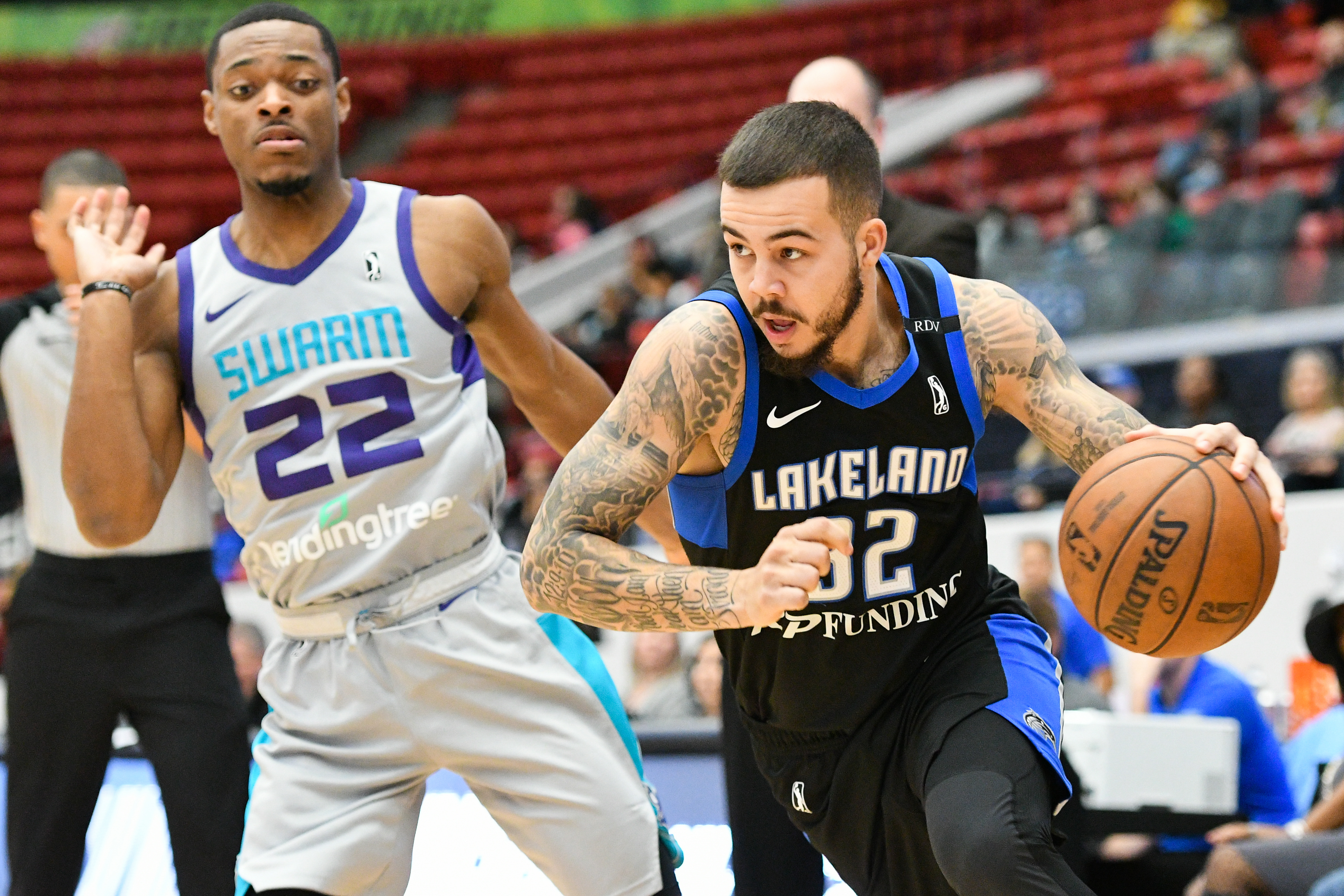
Gabe York avec le Magic de Lakeland en 2018.

Le 12 avril 2019, Gabe York signe avec l'AEK Athènes,, mais met fin à son contrat le 15 juin 2019 afin de participer à la NBA Summer League avec le Magic d'Orlando.
Le 22 juillet 2019, York signe à la SIG Strasbourg,.
Le 30 novembre 2020, York rejoint le Hapoël Tel-Aviv.
Le 30 décembre 2021, il signe un contrat de 10 jours en faveur du Magic d'Orlando mais il ne jouera pas avec la franchise de la Floride.
Le 7 avril 2022, il signe un contrat two-way avec les Pacers de l'Indiana.
Fin mars 2023, il signe à nouveau un contrat two-way avec les Pacers de l'Indiana.